# Muraltia depressa
Muraltia depressa är en jungfrulinsväxtart som beskrevs av William John Burchell och Dc.. Muraltia depressa ingår i släktet Muraltia och familjen jungfrulinsväxter. Inga underarter finns listade i Catalogue of Life.